# بيدك العليا (كوهمرة خامي)
بیدك العليا (بالفارسية: بیدک علیا) هي قرية تقع في إيران في قسم كوهمرة خامي الريفي. يقدر عدد سكانها بـ 120 نسمة بحسب إحصاء 2016.